# HNK Suhopolje
HNK Suhopolje ist ein kroatischer Fußballverein aus dem Ort Suhopolje.

## Geschichte
In Suhopolje wurde 1912 der Fußballverein Olimpija Suhopolje gegründet. Unter diesem Namen spielte man bis 1916. Bis zum Jahr 1923 ruhte der Fußball in der Stadt, ehe ein neuer Verein unter dem Namen Tomislav Suhopolje gegründet wurde. Während des Zweiten Weltkrieges wurde der Fußballbetrieb zunehmend schwieriger und man entschied sich von 1942 bis 1948 abermals mit dem Fußball zu ruhen. Im dritten Anlauf wurde der Verein nun NK Mladost Suhopolje getauft. Im Jahre 1958 kommt es zur Fusion mit SD Partizan Suhopolje. Bis 1991 spielte man dann unter dem Namen Partizan. Während des Krieges in Kroatien bemühte man sich den Spielbetrieb aufrechtzuerhalten. 1991 nahm man seinen alten Namen Mladost wieder auf, beigefügt wurde der damalige Hauptsponsor. Nach nur einem Jahr unter dem Namen PIK Mladost wurde der Einheimischen 127. Brigade die Ehre zuteil, im Vereinsnamen erwähnt zu werden. So nannte man sich ab 1992 NK Mladost 127. Suhopolje.
Unter diesem Namen hatte man auch die größten Erfolge. Schließlich spielte man drei Jahre lang in der ersten kroatischen Liga (1. HNL).
Im Jahr 2001 änderte man bisher zum letzten Mal seinen Namen, man nennt sich seither HNK Suhopolje (Kroatischer Fußballverein Suhopolje).
In der Saison 2007/08 schaffte man erneut den Aufstieg in die zweite kroatische Liga.